# 난징 대학
난징 대학(남경대학, 중국어 간체자: 南京大学, 정체자: 南京大學, 병음: Nánjīng Dàxué, 줄여서 南大, Nándà, 남대, Nanjing University)은 중화인민공화국의 난징에 위치한 국립 대학으로, 국가중점대학 중 하나이다. 1902년에 난징 대학당(南京大學堂)으로 개교하였으며 1920년대 이후 난징 고등사범대학, 국립 중앙대학을 거쳐 1952년에 현대의 중화인민공화국의 대학으로 변경되었다. 옛 금릉 대학의 교지를 현재 주 캠퍼스로 쓰고 있다.
난징 대학은 현재 인문학부, 사회과학부, 이학부, 정보·공학부, 의학부의 5개의 단과대학으로 구성되어 있다. 41개의 학과에 104개 학사 과정, 258개의 석사 과정, 228개의 박사 과정이 개설되어 있다. 정교수 1,400명, 부교수는 1,800명 가량이며, 도서관에서 현재 900만여 권의 장서를 소장하고 있다.

## 갤러리

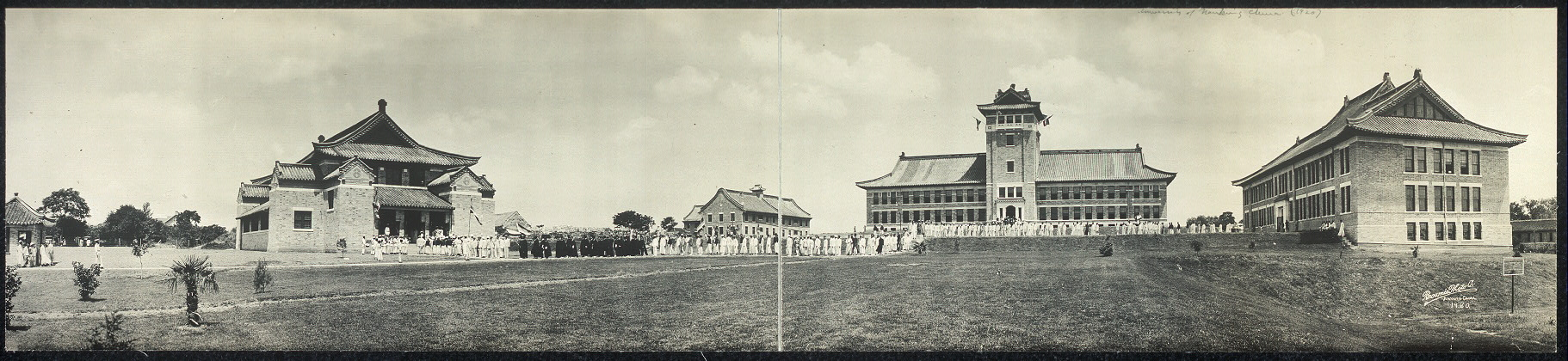
1920년 당시의 난징대학 캠퍼스
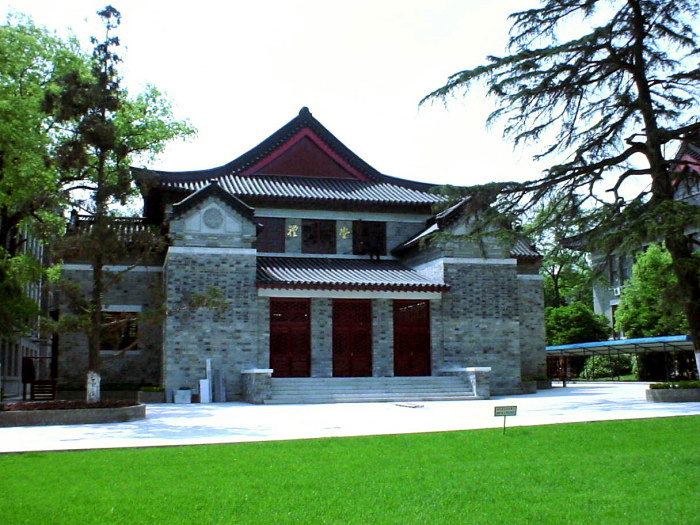
대례당

## 같이 보기
- 국자감
- 국립 중앙 대학